# Funki Porcini
Funki Porcini ist das Pseudonym des britischen Musikers und DJs James Braddell. Seine Musik kombiniert Downtempo, Breakbeat und Jazz mit Elementen des Hip-Hop und Drum 'n' Bass. Der Künstlername Funki Porcini spielt auf den italienischen Namen der Steinpilze an, Funghi Porcini.

## Geschichte
Funki Porcini hat zehn Jahre in Italien gelebt und Filmmusik komponiert. Zurück in England unterschrieb er beim Label Ninja Tune und eröffnete sein eigenes Studio The Uterus Goldmine. Bislang hat er vier eigene Alben veröffentlicht. Für sein Album Fast Asleep arbeitete Braddell mit Team Alcohol (Rupert Small) zusammen, um visuelle Interpretationen seiner Musik zu produzieren, die auf einer DVD zum Album mitgeliefert wurden.
Unter dem Pseudonym Giacomo Braddellini ist Braddell außerdem Teil der Band 9 Lazy 9.

## Diskografie (Auswahl)

### Alben
- 1995: Hed Phone Sex (Ninja Tune)
- 1996: Love, Pussycats & Carwrecks (Ninja Tune)
- 1999: The Ultimately Empty Million Pounds (Ninja Tune)
- 2002: Fast Asleep (Ninja Tune)
- 2009: PLOD (Eigenvertrieb)
- 2010: On (Ninja Tune)
- 2011: One Day (Eigenvertrieb)
- 2013: Le Banquet Cassio (Eigenvertrieb)
- 2016: Conservative Apocalypse (Eigenvertrieb)
- 2018 The Mulberry Files (Eigenvertrieb)
- 2019 Studio 59 (Eigenvertrieb)
- 2020 Boredom Never Looked so Good (Eigenvertrieb)
- 2020 Motorway (Eigenvertrieb)
- 2021 Drift to This (Eigenvertrieb)
- 2022 Where the Sauce is Deluxe (Eigenvertrieb)

### Singles & EPs
- 1995: It's A Long Road (Ninja Tune)
- 1995: Dubble (Ninja Tune)
- 1995: King Ashabanapal mixes / King Ashabanapal's Big Pink Inflatable (Ninja Tune)
- 1995: Hyde Park / Suck Acid, Perl & Dean (Ninja Tune)
- 1996: Carwreck (Ninja Tune)
- 1997: Let's See What Carmen Can Do (Ninja Tune)
- 1997: Funki Porcini vs Jerry van Rooyen (Sideburn Recordings)
- 1999: Rockit Soul (Ninja Tune)
- 2001: The Great Drive By (Ninja Tune)
- 2010 This Ain't The Way To Live (Ninja Tune XX)
- 2016 Conservative Apocalypse / Coloured Drops of Pissypops (Uterus Goldmine)
- 2019 Oh Boy! (Eigenvertrieb)
- 2023 Saxathon (Eigenvertrieb)